# Biegi narciarskie na Zimowych Igrzyskach Olimpijskich 1992 – sztafeta mężczyzn
Bieg sztafetowy mężczyzn podczas Zimowych Igrzysk Olimpijskich 1992 w Albertville został rozegrany 18 lutego. Wzięło w nim udział 64 zawodników z szesnastu krajów. Mistrzostwo olimpijskie w tej konkurencji wywalczyła drużyna norweska w składzie: Terje Langli, Vegard Ulvang, Kristen Skjeldal i Bjørn Dæhlie. 

## Wyniki
| Pozycja | Kraj                                                                                       | Czas      | Strata   |
| ------- | ------------------------------------------------------------------------------------------ | --------- | -------- |
| 01 !    | Norwegia · Terje Langli · Vegard Ulvang · Kristen Skjeldal · Bjørn Dæhlie                  | 1:39:26,0 | -        |
| 02 !    | Włochy · Giuseppe Puliè · Marco Albarello · Giorgio Vanzetta · Silvio Fauner               | 1:40:52,7 | +1:26,7  |
| 03 !    | Finlandia · Mika Kuusisto · Harri Kirvesniemi · Jari Räsänen · Jari Isometsä               | 1:41:22,9 | +1:56,9  |
| 4       | Szwecja · Jan Ottosson · Christer Majbäck · Henrik Forsberg · Torgny Mogren                | 1:41:23,1 | +1:57,1  |
| 5       | WNP · Andriej Kiriłłow · Władimir Smirnow · Michaił Botwinow · Aleksiej Prokurorow         | 1:43:03,6 | +3:37,6  |
| 6       | Niemcy · Holger Bauroth · Jochen Behle · Torald Rein · Johann Mühlegg                      | 1:43:41,7 | +4:15,7  |
| 7       | Czechosłowacja · Radim Nyč · Lubomír Buchta · Pavel Benc · Václav Korunka                  | 1:44:20,0 | +4:54,0  |
| 8       | Francja · Patrick Remy · Philippe Sanchez · Stéphane Azambre · Hervé Balland               | 1:44:51,1 | +5:25,1  |
| 9       | Austria · Alois Schwarz · Alois Stadlober · Alexander Marent · Andreas Ringhofer           | 1:45:56,6 | +6:30,6  |
| 10      | Estonia · Andrus Veerpalu · Jaanus Teppan · Elmo Kassin · Urmas Välbe                      | 1:46:33,3 | +7:06,3  |
| 11      | Kanada · Dany Bouchard · Wayne Dustin · Yves Bilodeau · Darren Derochie                    | 1:47:52,0 | +8:26,0  |
| 12      | Stany Zjednoczone · John Aalberg · Ben Husaby · John Bauer · Luke Bodensteiner             | 1:48:15,8 | +8:08,7  |
| 13      | Bułgaria · Iwan Smilenow · Iskren Płankow · Petar Zografow · Sławczo Batinkow              | 1:51:28,0 | +8:49,8  |
| 14      | Hiszpania · Jordi Ribó · Carlos Vicente · Antonio Cascos · Juan Jesús Gutiérrez            | 1:52:05,3 | +8:27,1  |
| 15      | Korea Południowa · Park Byung-chul · Ahn Jin-soo · Wi Jae-wook · Kim Kwang-rae             | 2:01:01,4 | +12:39,3 |
| 16      | Grecja · Dimitrios Tsourekas · Timoleon Tsourekas · Nikos Anastasiadis · Thanasis Tsakiris | 2:05:46,4 | +26:20,4 |